# Luka Bogdanović
Pour les articles homonymes, voir Bogdanović.
Luka Bogdanović, né le 11 février 1985 à Belgrade (Serbie), est un joueur serbe de basket-ball. Il mesure 2,05 m et évolue aux postes d'arrière et d'ailier.

## Biographie
Lors de la saison 2014-2015, Bogdanović est nommé meilleur joueur de la Liga lors de la 30e journée, ex æquo avec Goran Suton.

## Clubs successifs
- 2000 - 2001 :  Radnički Belgrade (1re division) (junior)
- 2001 - 2004 :  KK Étoile rouge de Belgrade (1re division)
- 2004 - 2007 :  puis  KK Partizan Belgrade (1re division)
- 2007 - 2008 :  Le Mans Sarthe Basket (Pro A)
- 2008 - 2010 :  Badalone (Liga ACB)
- Octobre-novembre 2010 :  Chorale Roanne (Pro A)
- décembre 2010-2011 :  EWE Baskets Oldenburg (Basketball-Bundesliga)
- 2011-2012 :  Cajasol Séville (Liga ACB)

## Sélection nationale
- Championnat du monde masculin de basket-ball
  - 11e du Championnat du monde de basket masculin 2006 au Japon
- Championnat d'Europe
  -  Médaille de bronze au championnat d'Europe des 20 ans et moins en 2005 en Russie
  - Participation au Championnat d'Europe des 16 ans et moins en 2001 en Lettonie
- autres
  - Participation aux Jeux globaux des 18 ans et moins en 2003 aux États-Unis
  - International serbe depuis 2001

## Palmarès
- Vainqueur de la Ligue adriatique : 2007
- Champion de Serbie : 2007
- Champion de Serbie et Monténégro : 2005, 2006
- Coupe de Serbie et Monténégro : 2004

## Distinctions
- Participation au Nike Hoop Summit en 2004 avec la sélection mondiale
- Nommé dans le Cinq idéal au Championnat d'Europe des 16 ans et moins en 2001